# J.B.O.
J.B.O. ist eine 1989 gegründete fränkische Fun-Metal-Band aus Erlangen.

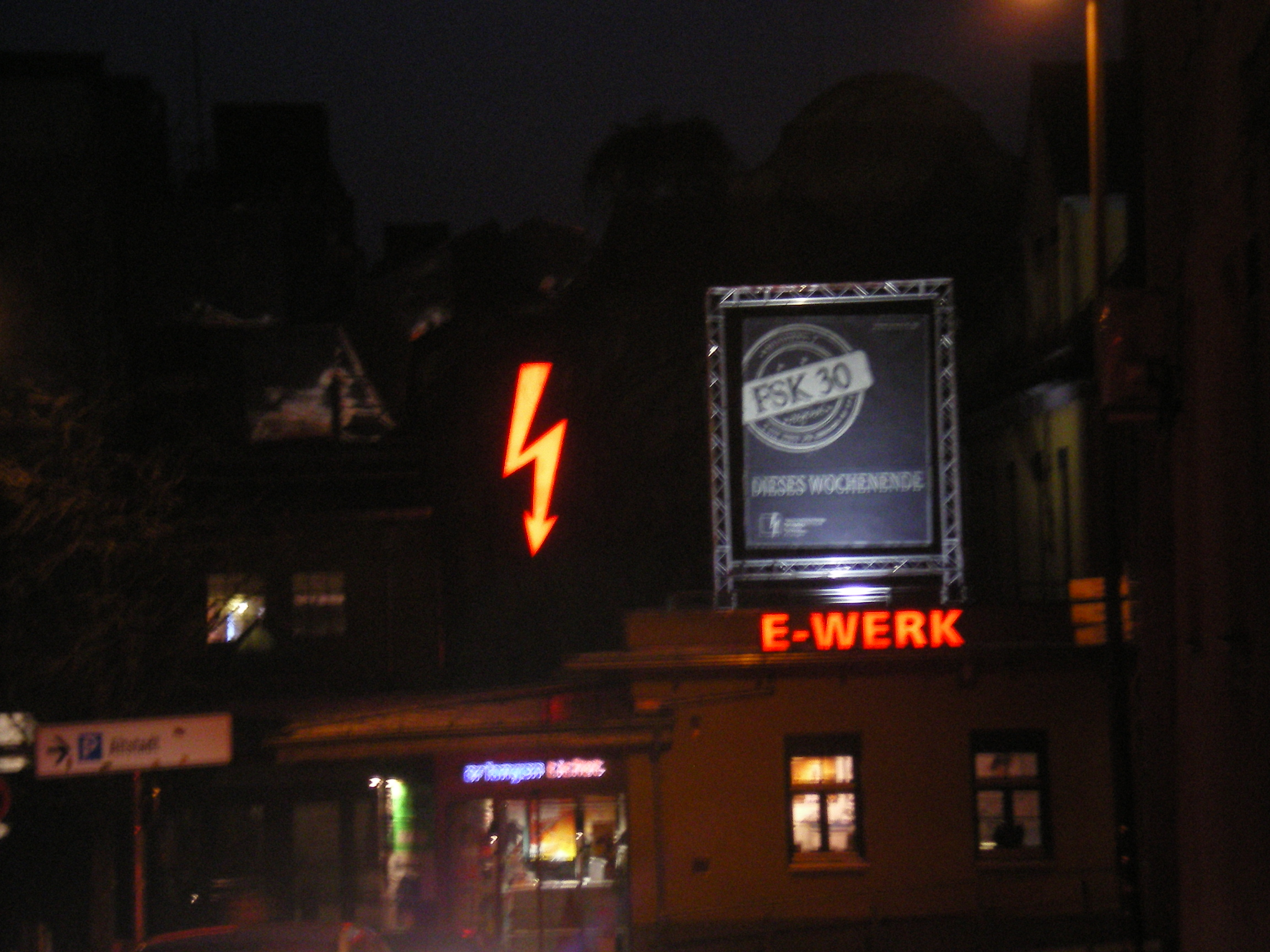
Gründungsort von J.B.O., das E-Werk in Erlangen

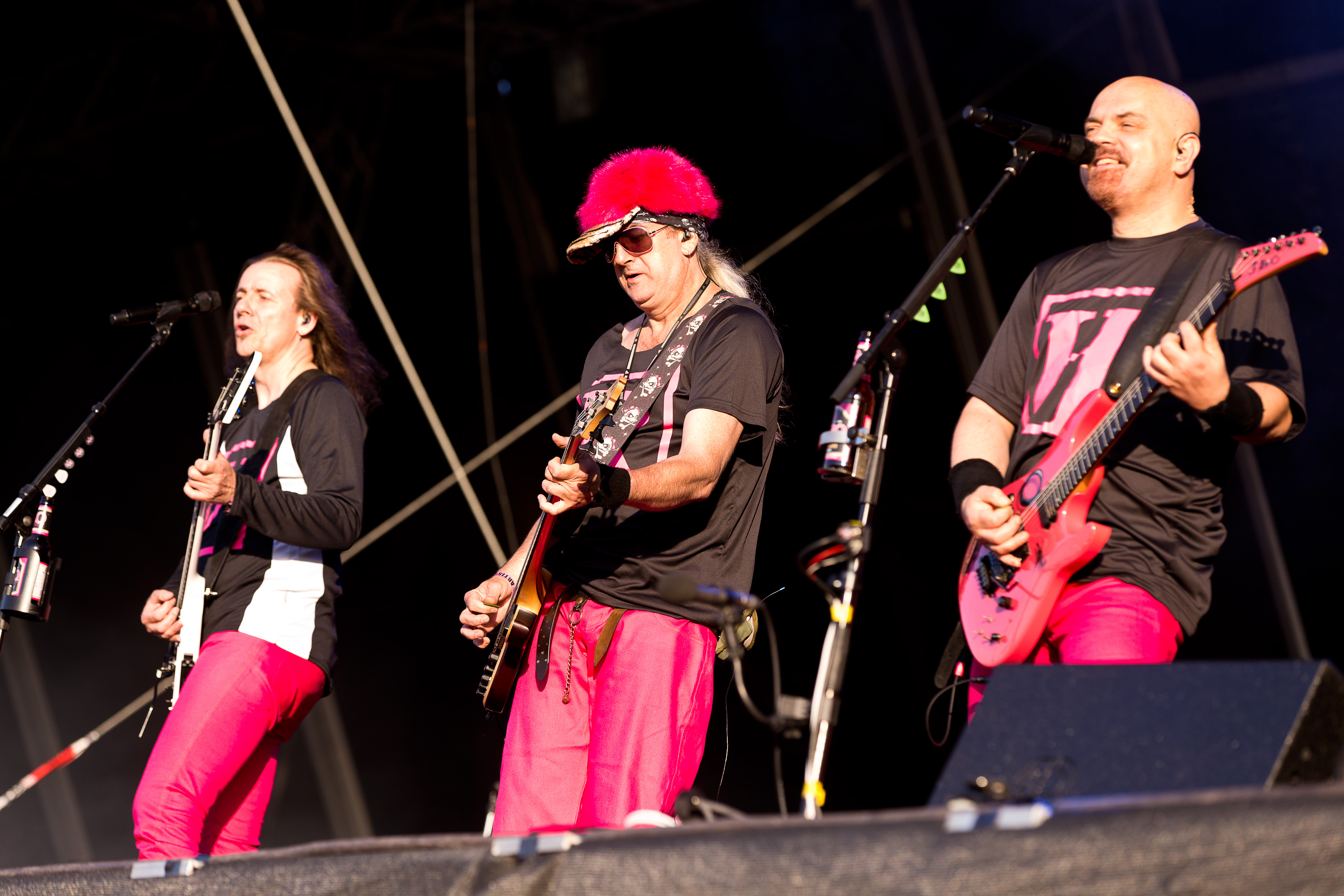
Veit Kutzer, Ralph Bach und Hannes Holzmann beim Rockharz Open Air 2016

## Geschichte

### Frühe Jahre
Die Band J.B.O. wurde ursprünglich von den beiden Frontmännern Hannes „G. Laber“ Holzmann und Veit Kutzer alias „Vito C.“ im Sommer 1989 als reines Spaßprojekt unter dem Namen „James Blast Orchester“ gegründet. Geplant war ein Auftritt auf dem Newcomer-Festival im Erlanger E-Werk, bei dem die beiden regelmäßig Gäste waren. Zunächst wurden erste Songs eingespielt, bis es zum ersten offiziellen Auftritt der Band am 29. Oktober 1989 im E-Werk kam. Zu den ersten Songs gehörten neben No Sleep ’til Bruck (Bruck bezeichnet hier einen Stadtteil von Erlangen), ein Cover von No Sleep ’til Brooklyn der Beastie Boys, auch die Songs Instrumentalmedley I & II (später in Melodien für Melonen umbenannt) und die ersten Versionen des Kuschelmetal, welche später der erste Song auf dem Debütalbum Explizite Lyrik von 1995 wurde.
No Sleep ’til Bruck wurde durch den örtlichen Radiosender „Downtown“ gespielt und erreichte Platz eins in den Radio- und Hörercharts, obwohl die Band noch keine Liveauftritte absolviert hatte. Infolge dieser Platzierung entstand eine erste Kassette in Kleinstauflage von 50 Stück.
Da der Band für den ersten Auftritt im Erlanger E-Werk Musiker fehlten, wurden Holmer „a Bier“ Graap als Schlagzeuger und Thomas „Schmitti“ Schmitt als Bassist engagiert. Beide kamen von Holzmanns ehemaliger Band Fair Warning. Ein wesentliches Element der Band war das rosafarbene Schlagzeug von Graap. Man beschloss, rosa Bühnenoutfits zu tragen, und somit wurde diese Farbe bis heute zum zentralen Element und Erkennungsmerkmal von J.B.O.
In ihren frühen Jahren (vor 1994) spielte die Band auch beim Studenten-Fasching an der Universität Erlangen.
1994 lief das Lied Ein guter Tag zum Sterben bei den örtlichen Radiosendern. Nach und nach wuchs die Nachfrage der Hörer nach einem Tonträger dieses Liedes. Da es aber noch keinen gab, beschloss die Band, im SAE Studio (Holzmann und Uli Friedel von Justice machten dort ihre Ausbildung zum Tontechniker) die EP Eine gute CD zum kaufen! aufzunehmen. Das letzte Lied Hymne dieser CD wurde allerdings im Studio von Jay Meinl eingespielt, der in der Band Carswell zusammen mit Vito C. und Wolfram Kellner (später bei Fiddler’s Green und ab 2000 dann bei J.B.O. als Schlagzeuger) gespielt hatte.
Joe Raimond, einer der beiden Eigentümer des Labels Musical Tragedies, nahm daraufhin J.B.O. unter Vertrag. Neben der bekannten CD gab es später noch eine limitierte Auflage als Shape-CD in Form eines Kitzmannbierkastens unter dem Titel Eine gute CD zum Saufen! mit grünem Coverartwork. Ende 1994 erschien die EP BLASTphemie als Weihnachtsgeschenk für die Fans. Neben der ursprünglichen Version gab es noch eine mit zweiter CD, auf der neben Hasch (Cover von ZZ Tops Tush) und Schlimme Nacht, schleimige Nacht noch Grüße an die Fans enthalten sind.
Die Patrizier-Bräu AG in Fürth drohte mit Klage wegen einer Textpassage im „Kitzmann-Rock’n’Roll“: „Kein and’res Bier wird uns gerecht, und von Patrizier wird’s uns schlecht, auch Tucher finden wir nicht besser, schmeckt wie reinstes Abgewässer.“ Im besagten Lied wurden daraufhin die beiden Markennamen durch Rückwärtsabspielen verschleiert; die Namen sind eindeutig erkennbar, wenn das Lied rückwärts abgespielt wird. In anderen Liedern wurde „Patrizier“ durch „Pariser Bier“ ersetzt, was sich zu einem Running Gag entwickelte.

### Explizite Lyrik und Laut! (1996 bis 1998)
Die Songs aus den ersten Jahren der Bandgeschichte, welche bisher nur live gespielt wurden, kamen nun auf das Debütalbum Explizite Lyrik. In den ersten drei Monaten verkaufte sich das Album über 10.000 Mal, was einen echten Verkaufserfolg für die Band darstellte. 1998 bekam J.B.O. für 250.000 verkaufte Exemplare von Explizite Lyrik die Goldene Schallplatte verliehen. Anfang März 1996 wurde die streng limitierte Shape-CD No Business Like Shoebusiness in Form des Dr. Martens-Logos veröffentlicht. Diese CD sollte der Anfang einer Reihe ähnlicher Veröffentlichungen anderer Bands darstellen. Das eigens für diesen Zweck gegründete Label „Dr. Martens Records“ war allerdings nach kurzer Zeit insolvent und J.B.O. bekam nie Geld für diese Veröffentlichung.
Am 13. Mai 1996 traten J.B.O. beim Bayerischen Rundfunk live im Münchner Alabama auf. Das Debütalbum Explizite Lyrik stieg im Juli 1996 in die deutschen Albumcharts auf Platz 57 ein und konnte sich 36 Wochen lang halten. Das „Searock-Festival“ vom 27. Juli am Dechsendorfer Weiher wurde für die streng auf 2657,3 Stück limitierte EP Der weiße Hai im Dechsendorfer Weiher aufgenommen. Diese EP wurde von der Band persönlich in die örtlichen Plattenläden gebracht und diente als kleines Dankeschön an die Fans. Am 28. August 1996 erschien die EP Die Megra Hit Twingle, zu der noch zwei Videos (Mei Alde is im Playboy drin und Schlaf, Kindlein, Schlaf) produziert wurden.
Im selben Jahr klagte die Plattenfirma von James Last wegen akuter Verwechslungsgefahr im Bandnamen und forderte J.B.O. auf, keine CDs mehr mit der Aufschrift „James Blast Orchester“ zu vertreiben. So wurde kurzerhand der Name geändert in seine heutige, gebräuchliche Form James zensiert!chester. 1997 wechselten J.B.O. zum Plattenlabel Lawine/BMG. Am 5. Mai 1997 erschien das zweite Album unter dem Titel laut! mit einer Erstauflage von 100.000 Stück. Allerdings gab es rechtliche Klagen von der Plattenfirma von Rammstein, da angeblich die Gitarrenriffs zu Ein bisschen Frieden (gleichnamiger Coversong von Nicole) aus dem Rammstein-Stück Wollt ihr das Bett in Flammen sehen übernommen wurden. Infolgedessen wurden das Lied und das Booklet bei späteren Pressungen angepasst – die bereits im Handel befindlichen Exemplare der Erstauflage konnten aber weiter verkauft werden.
Eine Woche nach der Veröffentlichung der Erstauflage erreichte laut! Platz 13 der deutschen Albumcharts und hielt sich 20 Wochen. Auch die Explizite Lyrik konnte wieder Einzug in den deutschen Albumcharts nehmen. Die beiden ersten Alben zusammen verkauften sich bis zum Ende 1997 über 350.000 Mal (Explizite Lyrik 200.000 und laut! 150.000 Mal). Am 4. Mai 1998 erschien die Kompilation … und Spaß dabei, welche eine Idee der Plattenfirma war. Auf diesem Tonträger sind Lieblingspartysongs der Band enthalten, die auch von ihnen selbst zusammengestellt wurden.

### Meister der Musik, Sex Sex Sex, Rosa Armee Fraktion (1998 bis 2002)
Am Comer See in Italien wurde 1998 das dritte Studioalbum Meister der Musik aufgenommen. Das Album erschien am 14. September 1998 und stieg in die Top 100, später für zwei Wochen sogar in die Top 10 der deutschen Albumcharts ein. Meister der Musik erreichte Platz 6 der Albumcharts. Am 7. August 1999 wurde das 10-jährige Bandbestehen in Weingarts gefeiert. Die einzige Veröffentlichung im Jahr 1999 war das J.B.O.-Homevideo als VHS, das neben diversen Konzertmitschnitten (u. a. den TV-Auftritt am 13. Mai im Münchner Alabama) auch selbst gedrehte Sketche enthielt. Dieses lange vergriffene Video wurde 2009 als DVD wieder veröffentlicht. Am 28. August hatten J.B.O. ihr erstes internationales Konzert in Luxemburg.
Von Februar bis März 2000 fuhren J.B.O. nach Teneriffa, um an ihrem vierten Studioalbum zu arbeiten. Noch während des Aufenthalts erklärte der Bassist Schmitti seinen Ausstieg aus der Band, wenig später fasste auch Schlagzeuger Holmer „a Bier“ Graap diesen Entschluss. Wolfram Kellner, ein jahrelanger Freund von Vito C., stieg aus der Band Fiddler’s Green aus und konnte als neuer Schlagzeuger für J.B.O. verpflichtet werden. Einige Monate später stieg Ralph Bach als Bassist bei der Band ein. Im September folgte das in Teneriffa aufgenommene Album Sex Sex Sex und erreichte als Höchstplatzierung Platz 13 der deutschen Albumcharts.
Gemeinsam startete man die bis dahin größte J.B.O.-Tour, bei der auch einige Konzerte (u. a. in den Hamburger Docks) für ein mögliches Live-Album mitgeschnitten wurden. Am 1. Oktober 2001 folgte dann das erste Live-Album Live Sex der Band. Von Februar bis März 2002 wurde gemeinsam an einem fünften Studioalbum, das auf der kroatischen Insel Krk aufgenommen wurde, gearbeitet. Rosa Armee Fraktion erschien am 9. Februar 2002 und erreichte Platz 13 der deutschen Albumcharts.

### United States of Blöedsinn und Head Bang Boing (2003 bis 2007)
Vom 22. August bis 6. September 2003 war Hans Platz als Aushilfe für Vito C. bei J.B.O. und übernahm die Gitarre, da Vito sich einen Finger gebrochen hatte. Im Dezember 2003 arbeiteten J.B.O. diesmal in der Heimat an ihrem sechsten Album, das am 2. August 2004 unter dem Namen United States of Blöedsinn erschien. Die vorab erschienene Single Gänseblümchen wurde wegen einiger Textpassagen bei der Bundesprüfstelle für jugendgefährdende Medien zur Indizierung eingereicht. Eine Listenaufnahme wurde vom Gremium mit Verweis auf den „satirischen Aspekt“ sowie „den hohen Kunstgehalt“ abgelehnt. Das Album erreichte Platz 6 in den Charts. Am 31. Juli 2004 wurde das 15-jährige Bandbestehen unter dem Motto „30 Halbe“ am Dechsendorfer Weiher gefeiert, bei dem auch der ehemalige Schlagzeuger Holmer „a Bier“ Graap erschien und mitspielte.
2005 waren sie eine der zahlreichen Vorbands am EuroSpeedway in der Lausitz zum Abschiedskonzert der Böhsen Onkelz vor weit über 100.000 Zuschauern. Im Juli wurde die Kompilation Eine gute BLASTphemie zum kaufen veröffentlicht, eine Zusammenstellung der ersten EPs von J.B.O. mit einigen raren Tracks, und am 21. Oktober folgte die DVD TV Blöedsinn. Kurz darauf erschien die Kompilation Für Anfänger, die eine Best-Of aus den Jahren 1995 bis 2005 darstellte und sich in erster Linie an neuere Fans richtete.
Außerdem gründete die Band 2005 ihr derzeitiges Label Megapress. Als erste Veröffentlichung erschien am 13. Oktober 2006 die EP Rock Muzik, die unter anderem einen Coversong von Udo Jürgens’ Lied Griechischer Wein (Fränkisches Bier) beinhaltete. Die CD schaffte es auf Platz 56 der deutschen Charts. Mit der Veröffentlichung des siebenten Studioalbums Head Bang Boing über das hauseigene Label Megapress am 28. September 2007 erlangte J.B.O. die bisher schlechteste Chartplatzierung ihrer Alben. Das Werk schaffte es nur auf Platz 39 der deutschen Albumcharts.

### I Don’t Like Metal und Killeralbum (2008 bis 2013)
Im Juli 2009 bekamen J.B.O. zum zweiten Mal eine Goldene Schallplatte für mehr als 250 000. verkaufte Alben ihres zweiten Werks laut! überreicht. Im selben Jahr erschien die Vorabsingle Angie – quit living on dreams, welche ein Cover zu Falcos Jeanny darstellt. Bevor die CD auf den Markt kam, sollte das dazugehörige Video möglichst weit im Internet verbreitet werden, ohne aber die Band erkenntlich zu machen (dieses lief dann unter dem Bandnamen „Hells Angies“ im Internet). Am 14. August 2009 folgte dann das achte Studioalbum I don’t like Metal – I love it über Megapress. Zu diesem Album gab es noch eine Spezial-Edition mit Bonusdisc, welche u. a. den gemeinsamen Auftritt mit Sepultura beim Earthshaker Fest am 19. Juli 2007 beinhaltet.
Das Album schaffte es bis auf Platz 6 der deutschen Albumcharts. Am 10. Oktober 2009 feierten J.B.O. ihr 20-jähriges Bandbestehen unter dem Motto „2000 Jahre J.B.O.“. Der Auftritt, u. a. mit Gastsängern wie Vicki Vomit, wurde für das Live-Album 2000 Jahre J.B.O. aufgenommen und gefilmt, welches am 28. Mai 2010 erschien. Das Filmmaterial lag als Bonusdisk der Spezial-Edition bei. Weitere Veröffentlichungen im Jahr 2009 waren die vergriffenen Werke als Re-Release Live-Sex, Sex Sex Sex, Rosa Armee Fraktion und das J.B.O. – Homevideo auf DVD. Im Juni 2010 kürten das „Forum Kultur der Metropolregion Nürnberg“ die Band J.B.O. zum „Künstler des Monats Juni 2010“.
Am 19. August 2011 erschien ihr neuntes Studioalbum Killeralbum. Direkt in der ersten Verkaufswoche stieg das Album auf Platz 3 der deutschen Albumcharts ein, so dass es das bisher bestplatzierte Album der Band ist. Das Maskottchen „Ingrid“ auf dem Cover erinnert an das Cover des Iron-Maiden-Albums Killers mit ihrem Maskottchen „Eddie“. Im Oktober 2011 erschien die schon lange zur Veröffentlichung geplante CD Happy Metal Thunder, welche als erstes internationales Album von J.B.O. viele bekannte Lieder der Band in englischer Sprache enthält.
Im Dezember 2011 erschien die von Carsten Dobschat und Andrea Jaeckel-Dobschat geschriebene offizielle Bandbiographie Biographie des Blödsinns, die im Verlag Nicole Schmenk veröffentlicht wurde.

### 25-jähriges Jubiläum, Nur die besten werden alt und 11 (seit 2014)
Im Jahr 2014 spielten J.B.O. auf dem 25. Wacken Open Air und auf dem 17. Summer Breeze Open Air, um dort ebenfalls ihr 25-jähriges Bandjubiläum zu feiern. Am 15. August des gleichen Jahres erschien das 10. Studioalbum Nur die Besten werden alt, welches jedoch nicht über das bandeigene Label Megapress, sondern über AFM Records veröffentlicht wurde. Ein erster Song aus diesem Album namens Schule aus (eine Coverversion von Alice Coopers School’s Out) wurde bereits Ende Juni im Web veröffentlicht. Ebenso wurde am 18. Juli 2014 die zweite Digitalsingle 4 Finger für ein Halleluja veröffentlicht, wofür in der Erlanger Hugenottenkirche auch ein Musikvideo gedreht wurde.
2015, zum 20-jährigen Jubiläum der Veröffentlichung des Albums Explizite Lyrik folgte eine große Deutschland-Tour in zwei Etappen, zu welcher das Album in voller Länge (inklusive aller Skits) live gespielt wurde. Weitere Auftritte fanden auf diversen Festivals statt, unter anderem erstmals auf Full Metal Cruise im Mittelmeer, dem Out and Loud in Geiselwind und dem Metal Hammer Paradise im Ferienpark Weißenhäuser Strand. Am 9. September wurde zum Song Ein Guter Tag zum Sterben, welcher erstmals 1994 erschienen ist, ein Videoclip veröffentlicht.
Für 2016 wurde das elfte Studioalbum 11 angekündigt und am 8. Juli veröffentlicht. Vorab wurde der Song Wacken ist nur einmal im Jahr mit einem Lyrik-Video auf YouTube veröffentlicht. Die Bilder des Clips wurden von Fans eingesandt. Zu den Songs Ich hätt gern mehr und dem Panzer Dance wurden ebenfalls Videoclips gedreht.
Das zwölfte Studioalbum mit dem Titel Deutsche Vita erschien am 30. März 2018.
Das dreizehnte Studioalbum mit dem Titel Wer lässt die Sau raus?! erschien am 28. Juni 2019. Am Erscheinungswochenende des Albums feierte die Band ihr 30-jähriges Jubiläum in Form eines zweitägigen Open-Air-Festivals namens „Ein Fest“ (in Anlehnung an den Titel eines Songs der Band, welcher im Original Go West von den Village People ist) in Weingarts. J.B.O. spielten selbst an beiden Tagen mit einem unterschiedlichen Programm, außerdem traten noch Bands wie Hämatom, Feuerschwanz, Kissin’ Dynamite und weitere auf.
Mit Planet Pink erschien am 13. Mai 2022 das vierzehnte Studioalbum. Das Album stieg auf Platz 12 der deutschen Albumcharts ein und konnte sich zwei Wochen lang halten. Als Single-Auskopplungen wurden vorab mit Metal was my first love, Planet Pink sowie Nicht doof drei Musikvideos veröffentlicht. 2022 und 2023 wurden zudem Videos mit Comic-Versionen der Songs Planet Pink von Comiczeichner André Lammert, sowie Mi Ma Metal und Mehr Stoff von Peter Läubli alias Zeichensteil veröffentlicht, die sich über ein Voting unter Fans durchsetzten.
Für den Herbst 2023 kündigte J.B.O. eine Tour anlässlich des 25-jährigen Jubiläums des Albums Meister der Musik an. Ebenso gab es eine erstmalige Veröffentlichung als limitierte Vinyl-Auflage des Studiowerkes.
Am 21. Mai 2025 veröffentlichte die Band ihre neue Digital-Single "Ka-Fump" (eine Coverversion zu Shania Twains Hit "Ka-Ching!" von 2002) mit dazugehörigem Musikvideo, welches in der Fränkischen Schweiz gedreht wurde. Der Song stellt die erste Singleauskopplung zum neuen Studioalbum "Haus Of The Rising Fun" dar, welches am 9. Januar 2026 veröffentlicht werden soll. Ebenfalls 2025 wechselten J.B.O. von ihrem Plattenlabel AFM Records zu Reigning Phoenix Music.
Die zweite Digital-Single Bussi wurde am 27. Juni 2025 veröffentlicht. Hierbei handelt es sich um ein Soundalike des Songs Pussy von Rammstein, welches in der Vergangenheit schon von J.B.O. live gespielt wurde und wegen der fehlenden Genehmigung als Coverversion nicht veröffentlicht werden konnte.

## Stil
Anfangs wurden überwiegend Cover-Versionen bekannter Stimmungslieder aus der Rock- und Pop-Musik gespielt, wobei die Texte auf amüsante Weise abgewandelt und die Originallieder im Stil des Metal interpretiert wurden. Um 2000 fing die Band an, vor allem auf Eigenkompositionen zu setzen, hat sich aber immer noch der Verbreitung des Blöedsinns (von der Band genutzte Schreibweise) verschrieben. Der stärkere Fokus auf Eigenkompositionen ist auch der Tatsache geschuldet, dass viele geplante Coverversionen von den Original-Urhebern nicht genehmigt wurden. Einige Texte solcher geplanter Cover wurden auf der Fanpage veröffentlicht, andere werden auch mal bei Live-Konzerten angespielt. Außerdem wird in vielen Liedern der Stil anderer Bands nachgeahmt oder manchmal auch die charakteristische Stimme eines bestimmten Sängers nachgeahmt z. B. Karel Gott (in Nur geträumt) oder Oli P (in Oli B.: Freude schöner Götter Funken). In manchen Songs werden auch Metal-Genres als Ganzes parodiert, z. B. Black Metal in Ein kleiner Vampir. Durch derartige Parodien und Scherze bedingt gibt es einige Songs der Band, die mit dem ursprünglichen Metalcover-Stil nur noch wenig gemein haben; so wurde Ein guter Tag zum Sterben etwa auch als Techno-Version und Klassik-Version mit den Nürnberger Symphonikern aufgenommen. Die Alben der Band enthalten neben Liedern auch kurze gesprochene Witze und Sketche. Manche Stücke haben auch Hörspielcharakter, wie etwa Odysee auf UKW, das eine Sendersuche im Radio parodiert. In einigen Liedern sind auch absichtlich Makel mit eingebaut wie eine hängende CD (Verteidiger des Blödsinns) oder über 6 Minuten andauernde Stille auf der Langversion von Ein Fest.

## Coverversionen
| Titel                                              | Original-Interpret                                    | Original-Titel                                            | Anmerkungen |
| -------------------------------------------------- | ----------------------------------------------------- | --------------------------------------------------------- | --- |
| Ace of Spades (umgepflügt)                         | Motörhead                                             | Ace of Spades                                             | |
| Alles nur geklaut                                  | Die Prinzen                                           | Alles nur geklaut                                         | |
| Always Look on the Dark Side of Life               | Monty Python                                          | Always Look on the Bright Side of Life                    | |
| Angie                                              | The Rolling Stones                                    | Angie                                                     | |
| Angie – Quit Living on Dreams                      | Falco                                                 | Jeanny                                                    | auf Angela Merkel gemünzt |
| Another Brick In The Wall                          | Pink Floyd                                            | Another Brick in the Wall                                 | |
| Arschloch und Spaß dabei                           | Bloodhound Gang                                       | Fire Water Burn                                           | |
| Bamberch – Freak City                              | AC/DC                                                 | Thunderstruck                                             | |
| Bamberch – Freak City                              | AC/DC                                                 | Sin City                                                  | |
| Blaue Augen                                        | Ideal                                                 | Blaue Augen                                               | |
| Bolle                                              | Berliner Volkslied                                    | Bolle reiste jüngst zu Pfingsten                          | |
| Bums bums bums bums                                | Vengaboys                                             | Boom Boom Boom Boom!!!                                    | offiziell als Eigenkomposition geführt, jedoch viele Elemente übernommen |
| Bussi                                              | Rammstein                                             | Pussy                                                     | Im Text Verweise auf andere Lieder wie Fürstenfeld, Ja, mir san mit’m Radl da, Du hast und In München steht ein Hofbräuhaus                                                                    |
| Das Bier ist da zum Trinken                        | Nancy Sinatra                                         | These Boots Are Made for Walkin’                          | |
| Das Lummerlandlied                                 | Dominik Stahlschmidt                                  | Das Lummerlandlied                                        | aus der Augsburger Puppenkiste |
| Death Is Death                                     | Opus                                                  | Live Is Life                                              | |
| Dem Spielmann sein Schwur                          | Saltatio Mortis                                       | Spielmannsschwur                                          | veröffentlicht von Saltatio Mortis |
| Depp                                               | Haindling                                             | Du Depp                                                   | |
| Der Ossi sucht das Glück                           | Franco Godi                                           | Viva La Felicità                                          | |
| Diggin’ the Nose (Hier bohrt der Boss noch selbst) | Bruce Springsteen                                     | Born in the U.S.A.                                        | |
| Dio in Rio                                         | United Balls                                          | Pogo in Togo                                              | |
| D.N.D.                                             | AC/DC                                                 | T.N.T.                                                    | auf der ersten Demo-Kassette "No Sleep ´Til Bruck" 1989 als B-Seite veröffentlicht. |
| Dr. Met                                            | Doobie Brothers                                       | The Doctor                                                | |
| Drogen (Teil 3)                                    | Twisted Sister                                        | We’re not gonna take it                                   | |
| Du hast dein Smartphone vergessen                  | Nina Hagen (mit Automobil)                            | Du hast den Farbfilm vergessen                            | |
| Durst                                              | Stephan Remmler                                       | Alles hat ein Ende nur die Wurst hat zwei (Krause & Ruth) | |
| Ein bißchen Frieden                                | Nicole                                                | Ein bißchen Frieden                                       | gleicher Text, aber mit an Rammstein erinnernder Stimme |
| Ein bißchen Frieden                                | Rammstein                                             | Wollt ihr das Bett in Flammen sehen?                      | Nur in der unzensierten Erstauflage der laut! |
| Ein Fest                                           | Village People                                        | Go West                                                   | Mit der Melodie der Pet-Shop-Boys-Coverversion |
| Eine schöne Geschichte                             | Manowar                                               | The Warrior’s Prayer                                      | Kein direktes Cover, aber daran angelehnt |
| Eins Zwei Drei                                     | Ricky Martin                                          | Maria                                                     | Kein direktes Cover, aber daran angelehnt |
| Eistee’s Mainzelcount                              | Body Count                                            | Born Dead                                                 | |
| Ejaculatio praecox                                 | Nirvana                                               | Smells Like Teen Spirit                                   | |
| Ex Ex Ex                                           | Iron Maiden                                           | The Number of the Beast                                   | Demo-Version, die nie offiziell veröffentlicht wurde Einige wenige Exemplare dieses Tracks und weiterer Demos von J.B.O. wurden Anfang der 1990er Jahre in geringer Stückzahl als CD verteilt. |
| Fahrende Musikanten                                | Nina & Mike                                           | Fahrende Musikanten                                       | gleicher Text |
| Frauen                                             | Herbert Grönemeyer                                    | Männer                                                    | |
| Fränkisches Bier                                   | Udo Jürgens                                           | Griechischer Wein                                         | |
| Geh mer halt zu Slayer                             | Righeira                                              | Vamos a la playa                                          | |
| Gimme Dope Joanna                                  | Eddy Grant                                            | Gimme Hope Jo’anna                                        | |
| Girls, Girls, Girls                                | Sailor                                                | Girls Girls Girls                                         | |
| Glenn Leipzig: Mudder                              | Glenn Danzig                                          | Mother                                                    | Gesungen von Vicki Vomit |
| Grande Finale                                      | Udo Lindenberg                                        | Grande Finale                                             | |
| Happy Birthday                                     | Mildred J. und Patty Smith Hill                       | Happy Birthday to You                                     | |
| Har Har Har                                        | ZZ Top                                                | La Grange                                                 | |
| Hasch                                              | ZZ Top                                                | Tush                                                      | |
| Head Bang Boing                                    | Mano Negra                                            | King Of Bongo                                             | parodiert die 1998 von Manu Chao als Bongo Bong veröffentlichte, überarbeitete Version des Songs                                                                                               |
| Heidi Heido Heida                                  | Accept                                                | Fast As A Shark                                           | Kein direktes Cover, aber daran angelehnt |
| Hochzeitsmarsch                                    | Richard Wagner                                        | Treulich geführt                                          | |
| Hurra hurra die Schule brennt                      | Extrabreit                                            | Hurra, hurra, die Schule brennt                           | |
| Ich glaube du liebst mich nicht mehr               | Weird Al Yankovic                                     | You Don’t Love Me Anymore                                 | |
| Ich möcht so gerne Metal hör’n                     | Truck Stop                                            | Ich möcht’ so gern Dave Dudley hör’n                      | |
| Ich sag JBO!                                       | Captain Sensible                                      | Wot!                                                      | |
| Ich schwör!                                        | All-4-One                                             | I swear                                                   | |
| Ich vermisse meine Hölle                           | Zlatko                                                | Ich vermiss dich wie die Hölle                            | |
| Ich will, dass du mich willst                      | Cheap Trick                                           | I Want You To Want Me                                     | |
| Ich will Spaß                                      | Markus                                                | Ich will Spaß                                             | |
| I Don’t Like Metal                                 | 10cc                                                  | Dreadlock Holiday                                         | |
| Im Verkehr                                         | Johnny Wakelin                                        | In Zaire                                                  | |
| Ist da irgendjemand da                             | Scorpions                                             | Is There Anybody There                                    | |
| J.B.O.                                             | Manowar                                               | Carry On                                                  | |
| Jenseits                                           | Nino de Angelo                                        | Jenseits von Eden                                         | |
| Jetzt ist halt heut                                | Alexander Wertinski                                   | Dorogoi dlinnoju                                          | parodiert Mary Hopkins Coverversion Those Were the Days |
| Ka Alde, ka G’schrei                               | Bob Marley                                            | No Woman, No Cry                                          | |
| Karneval in Sodom                                  | Sodom                                                 | Bombenhagel                                               | |
| Ka-Fump!                                           | Shania Twain                                          | Ka-Ching!                                                 | |
| Könige                                             | Rio Reiser                                            | König von Deutschland                                     | |
| Kuschelmetal                                       | Rod Stewart                                           | I’m Sailing                                               | Rock-Medley aus den genannten Stücken |
| Kuschelmetal                                       | The Beatles                                           | Let It Be                                                 | Rock-Medley aus den genannten Stücken |
| Kuschelmetal                                       | The Beatles                                           | Yellow Submarine                                          | Rock-Medley aus den genannten Stücken |
| Kuschelmetal                                       | Gene Kelly                                            | Singin’ in the Rain                                       | Rock-Medley aus den genannten Stücken |
| Kuschelmetal                                       | Kansas                                                | Dust in the Wind                                          | Rock-Medley aus den genannten Stücken |
| Kuschelmetal                                       | schottisches Volkslied                                | My Bonnie Lies over the Ocean                             | Rock-Medley aus den genannten Stücken |
| Kuschelmetal                                       | irisches Volkslied                                    | Drunken Sailor                                            | Rock-Medley aus den genannten Stücken |
| Kuschelmetal                                       | John Denver                                           | Take Me Home, Country Roads                               | Rock-Medley aus den genannten Stücken |
| La Ichobein                                        | verschiedene Interpreten, bekannt durch Heinz Rühmann | La-Le-Lu                                                  | Rock-Medley aus den genannten Stücken |
| La Ichobein                                        | verschiedene Interpreten, bekannt durch Heinz Rühmann | Ich brech’ die Herzen der stolzesten Frau’n               | Rock-Medley aus den genannten Stücken |
| La Ichobein                                        | Jan Kiepura                                           | Ob blond, ob braun ich liebe alle Frauen                  | Rock-Medley aus den genannten Stücken |
| La Ichobein                                        | Comedian Harmonists                                   | Ein Freund, ein guter Freund                              | Rock-Medley aus den genannten Stücken |
| Lieber Fieber                                      | Peggy Lee                                             | Fever                                                     | |
| Mach noch Eins auf                                 | italienisches Partisanenlied                          | Bella ciao                                                | |
| Mandy                                              | Richard Kerr                                          | Brandy                                                    | parodiert auch Bunny Walters Coverversion Mandy |
| Mandy                                              | Scott English                                         | Brandy                                                    | parodiert auch Bunny Walters Coverversion Mandy |
| M.E.T.A.L.                                         | Ottawan                                               | D.I.S.C.O.                                                | |
| Mei Alde is im Playboy drin                        | J. Geils Band                                         | Centerfold                                                | enthält auch ein musikalisches Zitat aus Hey Jude von den Beatles |
| Melodien für Melonen                               | Volkslied                                             | Romance Anónimo                                           | Rock-Medley aus den genannten Stücken |
| Melodien für Melonen                               | englisches Volkslied                                  | Greensleeves                                              | Rock-Medley aus den genannten Stücken |
| Melodien für Melonen                               | Jerrold Immel                                         | Dallas-Titelmelodie                                       | Rock-Medley aus den genannten Stücken |
| Melodien für Melonen                               | US-amerikanisches Volkslied                           | Yankee Doodle                                             | Rock-Medley aus den genannten Stücken |
| Melodien für Melonen                               | Ludwig van Beethoven                                  | 4. Satz der 9. Sinfonie                                   | Rock-Medley aus den genannten Stücken |
| Melodien für Melonen                               | Ludwig van Beethoven                                  | Für Elise                                                 | Rock-Medley aus den genannten Stücken |
| Melodien für Melonen                               | Lynsey De Paul                                        | The Muppet Show                                           | Rock-Medley aus den genannten Stücken |
| Metal No. 666                                      | Pérez Prado                                           | Mambo No. 5                                               | parodiert Lou Begas Coverversion Mambo No. 5 (A Little Bit Of …) |
| Metaller                                           | Lucilectric                                           | Mädchen                                                   | |
| Metal was my first love                            | John Miles                                            | Music (was my first love)                                 | |
| Mir sta’dd’n ’etz die Feier                        | Billy Joel                                            | We Didn’t Start the Fire                                  | |
| Musiker                                            | Harpo                                                 | Moviestar                                                 | |
| Nein Mann                                          | Laserkraft 3D                                         | Nein Mann!                                                | mit Doro Pesch |
| Noch ein Meister                                   | Mike Oldfield                                         | Shadow on the Wall                                        | parodiert die von Roger Chapman gesungene Version durch eine ziegenartige Stimme |
| No sleep ’til Bruck                                | Beastie Boys                                          | No sleep till Brooklyn                                    | |
| Nur geträumt                                       | Nena                                                  | Nur geträumt                                              | gesungen von Jaymz Lennfield von Beatallica |
| Nürnberg Groove                                    | Hello                                                 | New York Groove                                           | |
| Oaargh!                                            | Wir sind Helden                                       | Nur ein Wort                                              | |
| Oli B.: Freude schöner Götter Funken               | Ludwig van Beethoven                                  | Ode an die Freude                                         | parodiert den Stil von Oli P. |
| Osama                                              | Toto                                                  | Rosanna                                                   | |
| Pabbarotti & Friends: Roots Bloody Roots           | Sepultura                                             | Roots Bloody Roots                                        | |
| Panzer Dance                                       | marokkanisches Volkslied                              | A Ram Sam Sam                                             | parodiert auch den DJ-Ötzi-Song Burger Dance |
| Panzer Dance                                       | Julia Ward Howe                                       | The Battle Hymn of the Republic                           | parodiert auch den DJ-Ötzi-Song Burger Dance |
| Planet Pink                                        | Eiffel 65                                             | Blue (Da Ba Dee)                                          | |
| Rache!                                             | Commodores                                            | Nightshift                                                | |
| Raining Blood                                      | Weather Girls                                         | It’s Raining Men                                          | Intro übernommen aus Raining Blood von Slayer |
| Rauch auf’m Wasser                                 | Deep Purple                                           | Smoke on the Water                                        | |
| Rock Muzik                                         | M                                                     | Pop Muzik                                                 | |
| Satan ist wieder da                                | Willem                                                | Tarzan ist wieder da                                      | |
| Schlaf Kindlein, schlaf                            | Metallica                                             | Enter Sandman                                             | |
| Schlumpfozid im Stadtgebiet                        | Vader Abraham                                         | Das Lied der Schlümpfe                                    | parodiert auch die Parodie von Otto Waalkes |
| Schule aus                                         | Alice Cooper                                          | School’s Out                                              | |
| Skorpione – vom Winde verdreht                     | Scorpions                                             | Rock You Like a Hurricane                                 | |
| Socken kauf ich nur noch bei Wöhrl                 | John Fogerty                                          | Rockin’ All Over the World                                | enthält auch Yes Sir, I Can Boogie von Baccara |
| Stille Nacht                                       | Joseph Mohr                                           | Stille Nacht, heilige Nacht                               | |
| Stille Nacht                                       | Franz Xaver Gruber                                    | Stille Nacht, heilige Nacht                               | |
| Sven Reverb: Nur geträumt                          | Nena                                                  | Nur geträumt                                              | parodiert Jan Delays Cover von Irgendwie, irgendwo, irgendwann (Nena) |
| Symphonie der Verstopfung                          | Megadeth                                              | Symphony of Destruction                                   | |
| Tschibum                                           | The Chords                                            | Sh-Boom                                                   | parodiert auch das Cover Sch-Bum (S Leb’n is wiar a Traum) der Spider Murphy Gang |
| Tutti Frutti                                       | Little Richard                                        | Tutti Frutti                                              | |
| Vanhalien Harmonists: Jump                         | Van Halen                                             | Jump                                                      | a-cappella-Version |
| Wacken ist nur einmal im Jahr                      | Endlich Kerwa                                         | Kerwa olé                                                 | parodiert auch Peter Wackels Version Malle ist nur einmal im Jahr |
| Walk with an Erection                              | The Bangles                                           | Walk Like an Egyptian                                     | |
| Weil’s Quatsch ist                                 | Rick James                                            | Super Freak                                               | parodiert auch MC Hammers Coverversion U Can’t Touch This |
| Wer ist der Fahrer                                 | Spliff                                                | Carbonara                                                 | |
| Wer lässt die Sau raus?!                           | Baha Men                                              | Who Let the Dogs Out                                      | |
| Wessi-Girl                                         | Rick Springfield                                      | Jessie’s Girl                                             | |
| Wickie                                             | Stowaways                                             | Hey Hey Wickie                                            | aus Wickie und die starken Männer |
| Wir ham’ ne Party                                  | Backstreet Boys                                       | Everybody (Backstreet’s Back)                             | auch in englischer Sprache als Let’s have a Party gecovert |
| Wir ham’s geschafft!                               | J.B.O.                                                | Sex Sex Sex                                               | Medley aus den genannten Stücken, in denen einzelne Worte mit „Schlumpf“ ersetzt wurden |
| Wir ham’s geschafft!                               | Marilyn Manson                                        | The Dope Show                                             | Medley aus den genannten Stücken, in denen einzelne Worte mit „Schlumpf“ ersetzt wurden |
| Wir ham’s geschafft!                               | Sodom                                                 | Ausgebombt                                                | Medley aus den genannten Stücken, in denen einzelne Worte mit „Schlumpf“ ersetzt wurden |
| Wir ham’s geschafft!                               | Manowar                                               | Pleasure Slave                                            | Medley aus den genannten Stücken, in denen einzelne Worte mit „Schlumpf“ ersetzt wurden |
| Wir sind die Champignons                           | Queen                                                 | We Are the Champions                                      | |

## Fälschlich zugeschriebene Lieder und Coverversionen
J.B.O. werden häufig Coverversionen von Liedern zugeschrieben, die nicht von ihnen stammen. Der Grund dafür ist die Verbreitung falsch betitelter MP3-Dateien über Internet-Tauschbörsen. Ein Beispiel hierfür ist der Titel Dschingis Khan, der im Original von der Gruppe Dschinghis Khan stammt und von der mit J.B.O. befreundeten Band Donald Dark gecovert wurde. Weitere Fälle sind z. B. Aldi schönen Sachen, Arbeitslos und Spaß dabei, Wohin mit Omas Leiche (alle drei von Vicki Vomit) oder Dosenbier macht schlau (von Illegal 2001). Den Song Arbeitslos und Spaß dabei haben J.B.O. später zusammen mit Vicki Vomit beim Festival zu ihrem 20-jährigen Bestehen live gespielt.
Ein Beispiel für eine Originalkomposition, die J.B.O. in vielen Internet-Quellen fälschlicherweise zugeschrieben wird, ist Das Anti Teletubbie Lied von Marco Raap/For Heavens Sake.
Die offizielle Fan-Seite führt eine Liste von Titeln, deren Original nicht von J.B.O. stammt und auch nicht von ihnen gecovert wurde.

## Bandmitglieder

J.B.O. live auf dem Metal Frenzy 2018 in Gardelegen
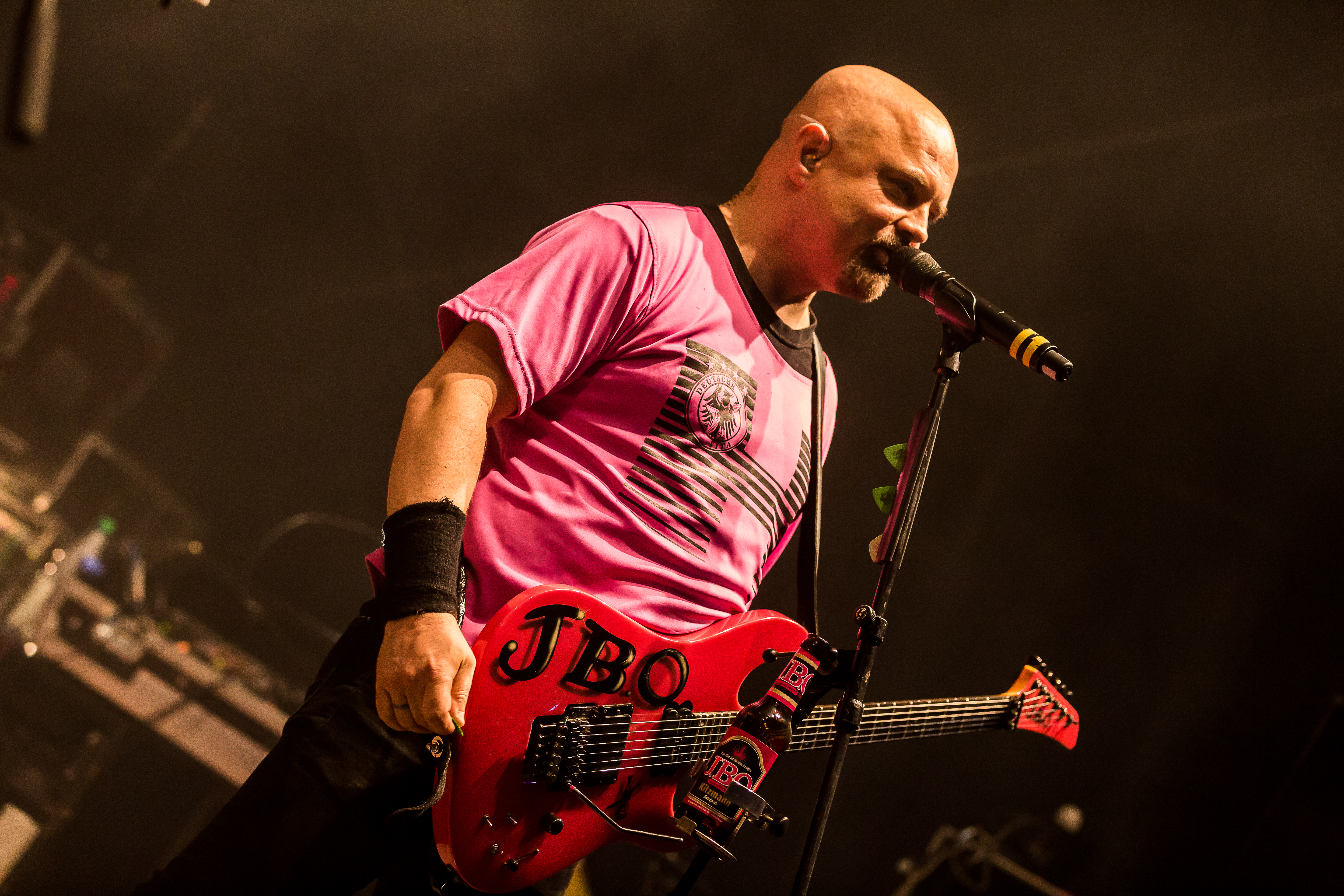
Sänger und Gitarrist Hannes Holzmann
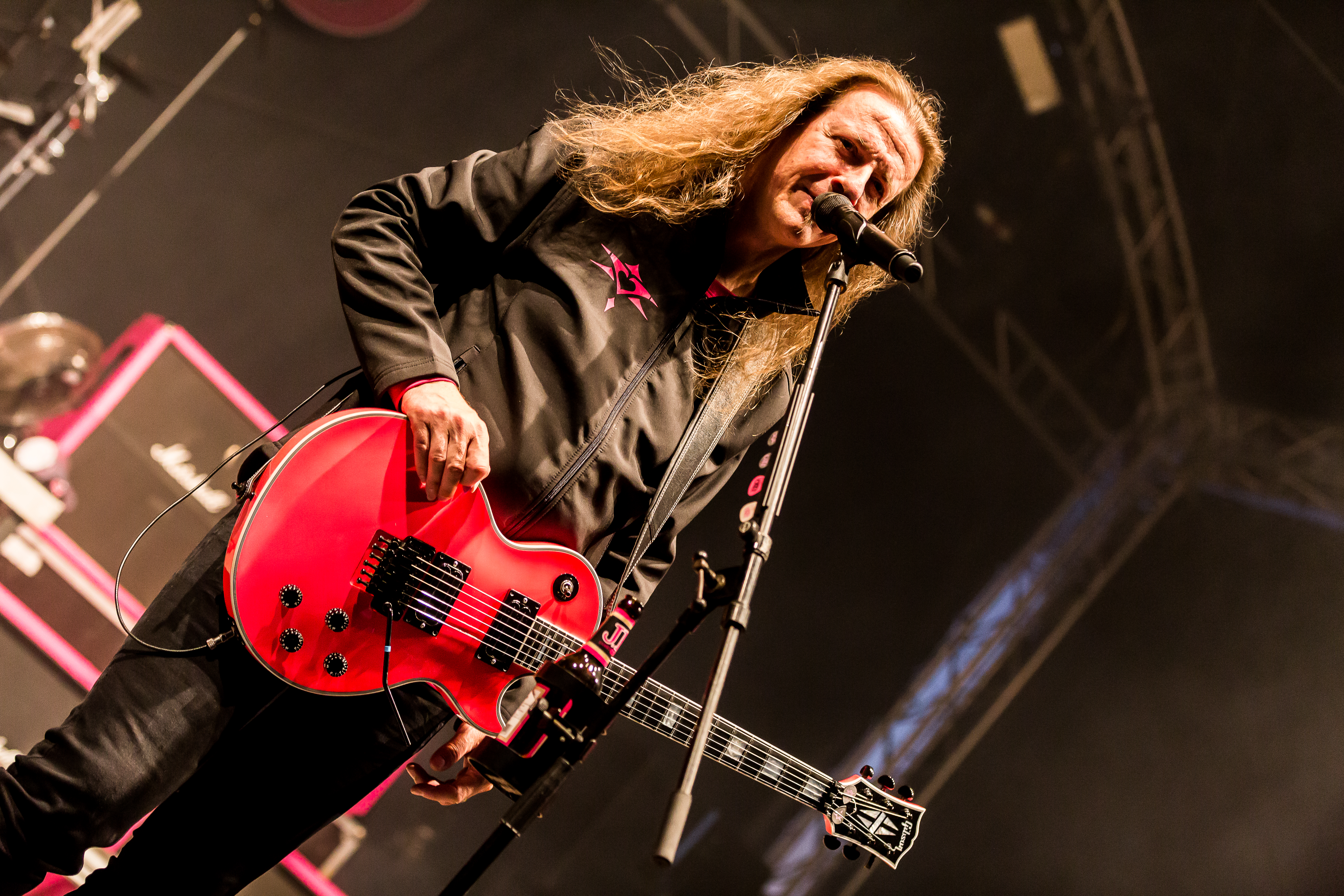
Sänger und Gitarrist Veit Kutzer
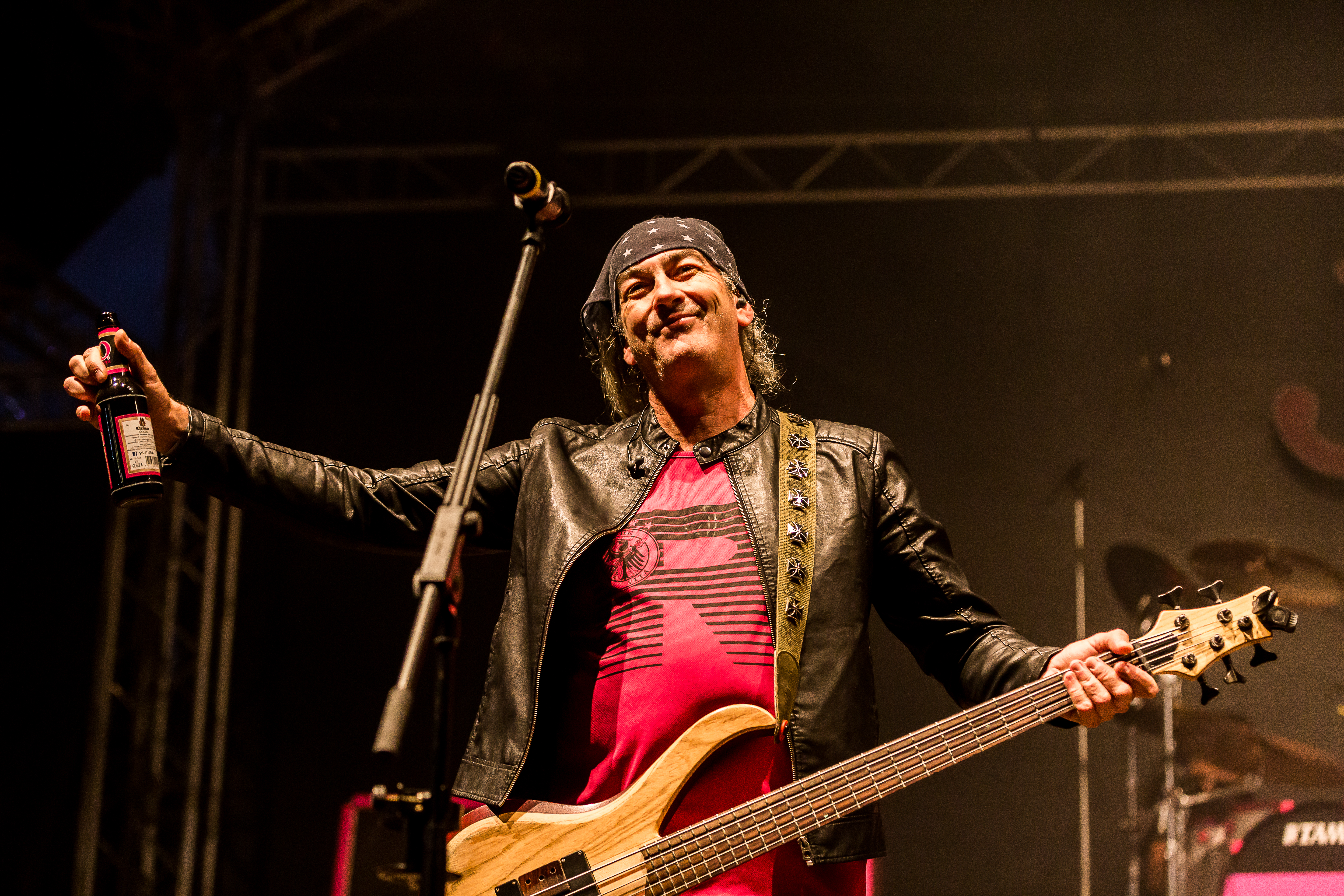
Bassist Ralph Bach
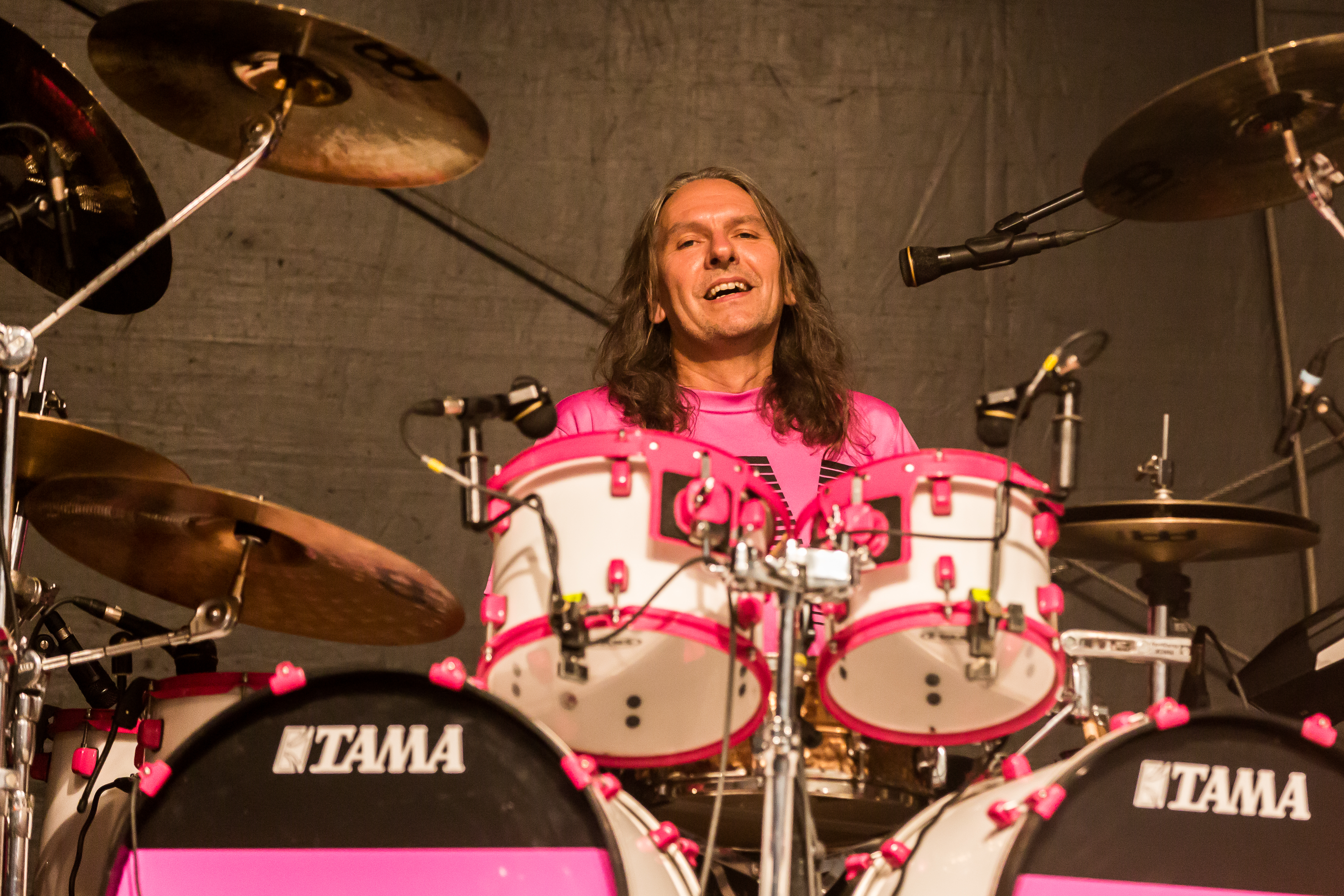
Schlagzeuger Wolfram Kellner

## Diskografie
Studioalben

| Jahr | Titel Musiklabel                         | Höchstplatzierung, Gesamtwochen, AuszeichnungChartplatzierungen (Jahr, Titel, Musiklabel, Platzierungen, Wochen, Auszeichnungen, Anmerkungen) | Höchstplatzierung, Gesamtwochen, AuszeichnungChartplatzierungen (Jahr, Titel, Musiklabel, Platzierungen, Wochen, Auszeichnungen, Anmerkungen) | Höchstplatzierung, Gesamtwochen, AuszeichnungChartplatzierungen (Jahr, Titel, Musiklabel, Platzierungen, Wochen, Auszeichnungen, Anmerkungen) | Anmerkungen                                                  |
| Jahr | Titel Musiklabel                         | DE | AT | CH | Anmerkungen                                                  |
| ---- | ---------------------------------------- | --- | --- | --- | ------------------------------------------------------------ |
| 1995 | Explizite Lyrik Musical Tragedies        | DE57 Gold · (36 Wo.)DE | — | — | Erstveröffentlichung: 11. September 1995 Verkäufe: + 250.000 |
| 1997 | laut! BMG                                | DE13 Gold · (24 Wo.)DE | — | — | Erstveröffentlichung: 5. Mai 1997 Verkäufe: + 250.000        |
| 1998 | Meister der Musik Lawine                 | DE6 (17 Wo.)DE | AT43 (4 Wo.)AT | — | Erstveröffentlichung: 14. September 1998                     |
| 2000 | Sex Sex Sex Lawine                       | DE13 (12 Wo.)DE | — | — | Erstveröffentlichung: 6. November 2000                       |
| 2002 | Rosa Armee Fraktion Lawine               | DE13 (7 Wo.)DE | — | — | Erstveröffentlichung: 9. September 2002                      |
| 2004 | United States of Blöedsinn Lawine        | DE6 (7 Wo.)DE | AT44 (4 Wo.)AT | CH93 (1 Wo.)CH | Erstveröffentlichung: 2. August 2004                         |
| 2007 | Head Bang Boing Megapress                | DE39 (2 Wo.)DE | — | — | Erstveröffentlichung: 25. Oktober 2007                       |
| 2009 | I Don’t Like Metal (I Love It) Megapress | DE6 (5 Wo.)DE | AT73 (1 Wo.)AT | — | Erstveröffentlichung: 13. August 2009                        |
| 2011 | Killeralbum Megapress                    | DE3 (4 Wo.)DE | AT40 (1 Wo.)AT | CH86 (1 Wo.)CH | Erstveröffentlichung: 19. August 2011                        |
| 2014 | Nur die Besten werden alt AFM Records    | DE5 (4 Wo.)DE | AT42 (1 Wo.)AT | — | Erstveröffentlichung: 15. August 2014                        |
| 2016 | 11 AFM Records                           | DE5 (4 Wo.)DE | AT54 (1 Wo.)AT | — | Erstveröffentlichung: 8. Juli 2016                           |
| 2018 | Deutsche Vita AFM Records                | DE3 (6 Wo.)DE | AT38 (1 Wo.)AT | — | Erstveröffentlichung: 30. März 2018                          |
| 2019 | Wer lässt die Sau raus?! AFM Records     | DE9 (4 Wo.)DE | AT63 (1 Wo.)AT | CH84 (1 Wo.)CH | Erstveröffentlichung: 28. Juni 2019                          |
| 2022 | Planet Pink AFM Records                  | DE12 (2 Wo.)DE | — | CH46 (1 Wo.)CH | Erstveröffentlichung: 13. Mai 2022                           |

## Sonstiges
In mehreren ihrer Lieder besingt die Band das Erlanger Kitzmann-Bier, wodurch die Brauerei auch über die regionalen Grenzen hinweg in Deutschland, Österreich und der Schweiz bekannt wurde. J.B.O. besaßen bis 2018 sogar eine J.B.O.-Kitzmann-Sonderedition des Edel-Pils mit eigenen Band-Etikett. Da der Markenname der Kitzmann Bräu an die Kulmbacher Brauerei verkauft wurde, wird ein neues Bier (Export-Hell) von der Brauerei Hebendanz in Forchheim für die Band gebraut.